# Сімпсони (сезон 12)
Дванадцяий сезон мультсеріалу «Сімпсони» розпочався на каналі «Fox» 1 листопада 2000 і закінчився 20 травня 2001 року.

## Список серій
| № серії (загалом) | № серії (в сезоні) | Назва серії                                                | Режисер(и)      | Сценарист(и)                                                                         | Оригінальна дата показу | Код серії | Глядачів в США (млн) |
| --- | ------------------ | ---------------------------------------------------------- | --------------- | ------------------------------------------------------------------------------------ | ----------------------- | --------- | -------------------- |
| 249 | 1                  | «Treehouse of Horror XI» «Сімпсони і Гелоуїн XI»           | Метью Настюк    | Роб Лазебник (1 частина) Джон Фрінк і Дон Пейн (2 частина) Керолін Омайн (3 частина) | 1 листопада 2000        | BABF21    | 13.2                 |
| «G-G-Ghost D-D-Dad» (укр. «Мій чоловік — привид») — Гомер вмирає, вдавившись броколі. Щоб потрапити у рай, йому треба зробити один добрий вчинок протягом доби… «Scary Tales Can Come True» (укр. «Страшні казки повторюються в житті») — Пародія на казки братів Грімм. Селянських дітей Барта і Лісу виганяють з дому жити в лісі. Згодом діти потрапляють у пряникову хатинку відьми… «Night of the Dolphin» (укр. «Ніч дельфіна») — Дельфіни виселяють людей після того, як Ліса випускає на волю їхнього ватажка.              |                    |                                                            |                 |                                                                                      |                         |           |                      |
| 250 | 2                  | «A Tale of Two Springfields» «Історія про два Спрінґфілди» | Шон Кешмен      | Джон Шварцвельдер                                                                    | 5 листопада 2000        | BABF20    | 16.2                 |
| Викликаючи ловців тварин (через борсука у будці Маленького Помічника Санти), Гомер дізнається, що у Спрінґфілда є два різних телефонних коди. В результаті, виникає повстання, яке розбиває місто на дві частини. Запрошені зірки: The Who в ролі самих себе (окрім Піта Таунсенда), Френк Велкер в ролі Маленького Помічника Санти |                    |                                                            |                 |                                                                                      |                         |           |                      |
| 251 | 3                  | «Insane Clown Poppy» «Божевільний тато-клоун»              | Боб Андерсон    | Джон Фрінк і Дон Пейн                                                                | 12 листопада 2000       | BABF17    | 16.4                 |
| Красті дізнається, що у нього є дочка. Однак, він швидко втрачає довіру дочки після того, коли програє в покер її скрипку Жирному Тоні. Гомер береться допомогти Красті повернути любов дочки. Запрошені зірки: Джо Мантенья в ролі Жирного Тоні; Дрю Беррімор в ролі Софі, доньки Красті; Джей Мор в ролі Крістофера Вокена; Стівен Кінг, Емі Тан і Джон Апдайк в ролі самих себе |                    |                                                            |                 |                                                                                      |                         |           |                      |
| 252 | 4                  | «Lisa the Tree Hugger» «Ліса — рятівниця дерев»            | Стівен Дін Мур  | Метт Селман                                                                          | 19 листопада 2000       | CABF01    | 14.9                 |
| Ліса закохується в лідера радикальної групи захисників навколишнього середовища і намагається справити на нього враження, захищаючи найстаріше дерево Спрінґфілда від знищення. Запрошені зірки: Джошуа Джексон в ролі Джессі Ґрасса |                    |                                                            |                 |                                                                                      |                         |           |                      |
| 253 | 5                  | «Homer vs. Dignity» «Гомер проти гідності»                 | Ніл Аффлек      | Роб Лазебник                                                                         | 26 листопада 2000       | CABF04    | 15.0                 |
| Через фінансові труднощі Гомер просить у містера Бернса підвищення. Бернс погоджується з умовою, що Гомер жорстоко жартуватиме над іншими та публічно принижуватиме себе… Запрошені зірки: Ліза Гіббонс в ролі самої себе |                    |                                                            |                 |                                                                                      |                         |           |                      |
| 254 | 6                  | «The Computer Wore Menace Shoes» «Небезпечний комп’ютер»   | Марк Кіркланд   | Джон Шварцвельдер                                                                    | 3 грудня 2000           | CABF02    | 15.6                 |
| Гомер купує комп'ютер та створює вебсайт, де він анонімно поширює місцеві чутки. Справи ідуть вгору, коли джерела чуток вичерпуються і він починає вигадувати. Коли одна з його вигаданих історії виявляється правдою, Гомера викрадають та перевозять на «Острів», місця, куди вивозять тих, хто занадто багато знає… Запрошені зірки: Патрік МакГухан в ролі Номера Шість |                    |                                                            |                 |                                                                                      |                         |           |                      |
| 255 | 7                  | «The Great Money Caper» «Подорож великих грошей»           | Майкл Полчіно   | Керолін Омайн                                                                        | 10 грудня 2000          | CABF03    | 16.8                 |
| Гомер і Барт випробовують різні способи добування грошей, аби зібрати кошти на ремонт машини. Вони наважуються навіть показувати вуличні фокуси і жебракувати, однак згодом це призводить до набагато більшого обману… Запрошені зірки: Едвард Нортон в ролі Девона Бредлі |                    |                                                            |                 |                                                                                      |                         |           |                      |
| 256 | 8                  | «Skinner’s Sense of Snow» «Скіннер і його почуття снігу»   | Ленс Крамер     | Тім Лонг                                                                             | 17 грудня 2000          | CABF06    | 15.9                 |
| Опинившись у пастці через снігову заметіль, діти змушені залишитись у школі після занять. Ними починає керувати директор Скіннер використовуючи свої армійські навички. Тим часом Гомер намагається знайти своїх дітей, використовуючи автомобіль Фландерса. |                    |                                                            |                 |                                                                                      |                         |           |                      |
| 257 | 9                  | «HOMR» «ГОМР»                                              | Майк Андерсон   | Ел Джін                                                                              | 7 січня 2001            | BABF22    | 18.5                 |
| Гомер працює «піддослідним кроликом», щоб повернути втрачені після поганих інвестицій заощадження сім’ї. Він виявляє першопричину його субнормального інтелекту: фломастер, який був у його мозку з тих пір, коли Гомерові було 6. Він вирішує витягнути його, при цьому збільшує свій IQ. Однак, згодом виявляє, що розумник – не обов’язково щасливий. |                    |                                                            |                 |                                                                                      |                         |           |                      |
| 258 | 10                 | «Pokey Mom» «Мардж і в’язниця»                             | Боб Андерсон    | Том Мартін                                                                           | 14 січня 2001           | CABF05    | 15.0                 |
| Мардж відчуває симпатію до в’язня Джека, з яким вона зустрічається на зек-родео. Вона бере його на поруки і намагається допомогти йому повернутись в реальний світ. Тим часом Гомер стає відкриває свою клініку для лікування хребта старим відром для сміття. Запрошені зірки: Майкл Кітон в ролі Джека, Чарльз Неп'єр в ролі наглядача Спрінґфілдської в'язниці, Роберт Шиммель в ролі в'язня, Брюс Віланч в ролі самого себе |                    |                                                            |                 |                                                                                      |                         |           |                      |
| 259 | 11                 | «Worst Episode Ever» «Найгірша серія»                      | Меттью Настюк   | Ларрі Дойл                                                                           | 4 лютого 2001           | CABF08    | 18.5                 |
| Барту і Мілгаусу не можна входити в магазин коміксів, тому, що вони завадили продавцеві коміксів дешево купити коробку безцінних речей з «Зоряних війн». Однак, коли у продавця трапляється серцевий напад, хлопчаки найняті продавцями магазину. Після одужання продавець коміксів починає зустрічатися з Агнес Скіннер… Запрошені зірки: Том Савіні в ролі самого себе; Річард Ніксон, Ніл Армстронг і Джонні Кокран в ролі самих себе (архівні записи)                                                                           |                    |                                                            |                 |                                                                                      |                         |           |                      |
| 260 | 12                 | «Tennis the Menace» «Теніс-мучитель»                       | Джен Кемермен   | Ієн Макстон-Ґрем                                                                     | 11 лютого 2001          | CABF07    | 14.0                 |
| Гомер вирішує витратити гроші на будівництво тенісного корту. Невміння Гомера грати в теніс робить його посміховиськом міста, а вміння Барта грати в теніс прославляє його. Запрошені зірки: Вінус і Серена Вільямс, Піт Сампрас і Андре Агассі в ролі самих себе |                    |                                                            |                 |                                                                                      |                         |           |                      |
| 261 | 13                 | «Day of the Jackanapes» «День нахаби»                      | Майкл Меркантел | Ел Джін                                                                              | 18 лютого 2001          | CABF10    | 15.4                 |
| Дізнавшись про те, що Красті стирає всі архівні касети свого шоу, коли виступав Другий Номер Боб, Боб планує використати Барта, щоб підірвати Красті у прямому ефірі… Запрошені зірки: Келсі Греммер в ролі Другого Номера Боба, Гарі Коулман в ролі самого себе |                    |                                                            |                 |                                                                                      |                         |           |                      |
| 262 | 14                 | «New Kids on the Blecch» «Юні таланти»                     | Стівен Дін Мур  | Тім Лонг                                                                             | 25 лютого 2001          | CABF12    | 18.1                 |
| Коли агентство талантів виявляє музичні здібності Барта, Нельсона, Мілгауса та Ральфа, воно поспішає зробити з них хлопчачий гурт. Однак, Ліса виявляє, що їхні пісні є підсвідомою пропагандою з використанням 25-го кадру «Join the Navy» (укр. «Служи на флоті») у кліпах… Запрошені зірки: NSYNC в ролі самих себе |                    |                                                            |                 |                                                                                      |                         |           |                      |
| 263 | 15                 | «Hungry, Hungry Homer» «Голодний, голодний Гомер»          | Ненсі Круз      | Джон Шварцвельдер                                                                    | 4 березня 2001          | CABF09    | 17.6                 |
| Після того, як Гомер дізнається, що «Спрінґфілдські ізотопи» переїжджають до Альбукерке, він оголошує голодування біля стадіону… Запрошені зірки: Стейсі Кіч в ролі Говарда Кнура III |                    |                                                            |                 |                                                                                      |                         |           |                      |
| 264 | 16                 | «Bye Bye Nerdie» «Бувай, занудо»                           | Лорен МакМаллен | Джон Фрінк і Дон Пейн                                                                | 11 березня 2001         | CABF11    | 16.1                 |
| Коли Лісу б’є нова учениця-хуліганка, вона з’ясовує наукову причину, чому хулігани вибирають кращих учнів. Тим часом Гомер відкриває бізнес з продажу товарів для захисту дітей, але це загрожує бізнесам педіатрів та продавців листівок. Запрошені зірки: Кеті Гріффін в ролі Френсіс |                    |                                                            |                 |                                                                                      |                         |           |                      |
| 265 | 17                 | «Simpson Safari» «Сафарі Сімпсонів»                        | Марк Кіркланд   | Джон Шварцвельдер                                                                    | 1 квітня 2001           | CABF13    | 13.3                 |
| У шаленому пошуку продуктів харчування Гомер знаходить коробку тридцятирічних крекерів з намальованими тварин, в яких міститься золотий жираф. За умовою старої акції він виграв африканське сафарі. Сімпсони летять до Африки… |                    |                                                            |                 |                                                                                      |                         |           |                      |
| 266 | 18                 | «Trilogy of Error» «Трилогія помилок»                      | Майк Андерсон   | Метт Селман                                                                          | 29 квітня 2001          | CABF14    | 14.4                 |
| Пародія на фільм «Go». Гомер повинен їхати в Шелбівіль, щоб йому пришили палець, Ліса повинна показати свій експеримент на науковому ярмарку, а Барт і Мілгаус знаходять феєрверки, які належать Жирному Тоні. Запрошені зірки: Джо Мантенья в ролі Жирного Тоні, Френкі Муніз в ролі Фелонія |                    |                                                            |                 |                                                                                      |                         |           |                      |
| 267 | 19                 | «I’m Goin’ to Praiseland» «Я їду у «Святу землю»»          | Чак Шітс        | Джулі Такер                                                                          | 6 травня 2001           | CABF15    | 13.1                 |
| Побачивши старий альбом своєї дружини, в якому вона мріяла про «християнський парк», Нед Фландерс вирішує відкрити «Святу землю» (англ. «Praiseland»). У парку, біля статуї Мод, всі відвідувачі спостерігають видіння, які приймають за божественне втручання. Однак, Нед виявляє справжню причину видінь… Запрошені зірки: Шон Колвін в ролі Рейчел Джордан |                    |                                                            |                 |                                                                                      |                         |           |                      |
| 268 | 20                 | «Children of a Lesser Clod» «Діти меншого дурня»           | Майкл Полчіно   | Ел Джін                                                                              | 13 травня 2001          | CABF16    | 13.8                 |
| Граючи в баскетбол Гомер травмує собі коліно. Щоб не нудьгувати, він починає піклуватися про чужих дітей. Барту і Лісі це зовсім не подобається, тому що Гомер приділяє більше уваги іншим дітям, ніж своїм. |                    |                                                            |                 |                                                                                      |                         |           |                      |
| 269 | 21                 | «Simpsons Tall Tales» «Байки Сімпсонів»                    | Боб Андерсон    | Джон Фрінк і Дон Пейн (1 частина) Боб Бендетсон (2 частина) Метт Селман (3 частина)  | 20 травня 2001          | CABF17    | 13.4                 |
| Сім’я виграє поїздку у Делавер, але Гомер відмовляється платити податок за авіаквиток, тому вони їдуть у потязі-товарняку і зустрічають бомжа, що співає і розповідає їм деякі байки. - У першій — історія Пола Баньяна (Гомера), гігантського лісоруба. - Друга казка про те, як Конні Кісточка (Ліса) намагається переконати першопрохідців вживати яблука замість того, щоб вбивати бізонів. - Третя історія про Тома Соєра (Барта) і Гекльберрі Фінна (Нельсона), які втікають після того, як Гек не одружився з Беккі (Лісою). |                    |                                                            |                 |                                                                                      |                         |           |                      |